# リュブリャナ (駆逐艦)
リュブリャナ (Ljubljana) はユーゴスラビア海軍の駆逐艦。ベオグラード級。

## 艦歴
スプリトのJadranska brodogradilištaで建造。1936年起工。1938年6月28日進水。1939年9月23日、または1939年12月就役。
1940年1月24日、強いボーラが吹く中一般公開のためベオグラード級3隻がシベニクに入港しようとした際、港入り口付近の狭い水路で風よって流された「リュブヤナ」の艦尾が岩に衝突。約1時間10分後に「リュブヤナ」は沈没した。乗員1名が犠牲となった。
「リュブヤナ」の引き上げはトリエステのTripcovich社によって行われることとなり、1940年7月10日に引き上げに成功した。それより前の2月29日ー3月1日夜にはイタリアの客船「レオバルド・ダ・ヴィンチ (Leonardo da Vinci)」が「リュブリャナ」と接触して被害が生じるという事故が起きている。
ティヴァトで修理中が行われたが、完了前に枢軸国軍のユーゴスラビア侵攻とそれに続く1941年4月17日のユーゴスラビア降伏となり、イタリアによって接収されることとなった。
イタリアでは「ルビアーナ (Lubiana)」と改名され、イタリア本土とギリシャやチュニジアとの間での護衛任務など従事。最後となった任務ではタンカー「Bivona」と汽船「Giacomo C」、「Aquila」、「Le Borgne」からなる船団の護衛に水雷艇などと共にあたることとなったが、1941年3月31日にボン岬の西約8浬で「ルビアーナ」と「Aquila」、「Le Borgne」の3隻は座礁。「ルビアーナ」は翌日大破した。
「ルビアーナ」は探照灯、後部方位盤や40㎜機銃が撤去され、かわりに37㎜単装機銃1基搭載と20㎜機銃5丁追加がなされている。または、40㎜砲と15㎜機銃、後部魚雷発射管と探照灯撤去のうえ、37mm砲単装3基と20㎜単装対空砲8基を搭載。方位盤は前部はイタリアのものと換装され、後部は撤去。